# جوامع اللذة (موسوعة تراثية)
جوامع اللذة أو موسوعة المتعة هو أقدم عمل عربي كتبه الكاتب العربي في العصور الوسطى علي بن نصر الكاتب في القرن العاشر.
كان العمل بمثابة إلهام لمنحوتات غادة عامر التي صنعتها عام 2001.

## المحتويات
تشير موسوعة المتعة إلى العديد من الشعراء والكتاب والفلاسفة والأطباء الذين لم يتم ذكر أسمائهم وتقتبس عنهم. كان أبو نواس من أشهر الكتاب وأكثرهم اقتباسًا. يعتبره البعض "والد الشعر العربي الإيروتيكي". كما يصف الحب الجنسي للمثليين والسحاقيات.
يحتوي الكتاب على رواية لطبيب يوناني من القرن الثاني، يُدعى جالينوس، تكلم عنه الكتاب العرب في العصور الوسطى. قام الطبيب بفحص ابنته التي كانت مثلية، وخلص إلى أن سبب مثليتها "بسبب" حكة بين الشفرين الكبيرين والصغيرين "ولا يمكن تهدئتها إلا من خلال فركهما على شفري امرأة أخرى".
ثم يحاول المؤلف إيجاد تفسير علمي للسحاققائلًا: "السحاقية ناتجة عن بخار مكثف يولد حرارة وحكة في الشفرين تذوبان فقط من خلال الاحتكاك والنشوة. عندما يحدث الاحتكاك والنشوة، تتحول الحرارة إلى برودة لأن السائل الذي تقذفه المرأة في الجماع السحاقي يكون باردًا بينما السائل نفسه الناتج عن الاتحاد الجنسي مع الرجال يكون ساخنًا. ومع ذلك، لا يمكن إطفاء الحرارة بالحرارة؛ بل يزداد لأنه يحتاج إلى العلاج بعكسه. وبما أن البرودة تصدها الحرارة، فإن البرودة تصد الحرارة أيضًا ".
ومن القصص التي يرويها الكتاب قصة أول سحاقية عربية هند بنت الخس المعروفة بالزرقاء، وحبها للمسيحية هند بنت النعمان التي كانت ابنة آخر ملوك الحيرة في القرن السابع. ولما توفيت هند بنت الخس، قامت عشيقتها المخلصة "بقص شعرها ولبس ثيابًا سوداء، ورفضت الملذات الدنيوية، ونذرت لله أنها ستعيش حياة الزهد حتى ماتت ..." حتى أنها بنت دير لإحياء ذكرى حبها للزرقاء.
نُشرت النسخة العربية من نص العصور الوسطى في دمشق كجزء من كتابات أدب الجنس. يتعذر الآن العثور على تلك النسخ، كما تفتقر معظم النسخ الموجودة إلى الفصول التي تتناول المثلية الجنسية. وتصعب عمليات الحذف من الكتاب فهمه على العديد من القراء. ويعتبر من الأسهل العثور على الترجمة الإنجليزية للنسخة العربية الأصلية في أوروبا عنها في العالم العربي.

## النحت
انبهرت غادة عامر بحقيقة أن موسوعة المتعة كانت مقبولة على نطاق واسع في وقت كتابتها، ولكن تم حظرها لاحقًا في العالم العربي. وقد لاحظت أنه على الرغم من أن الكتاب كتب كدليل أخلاقي ودمج "المعرفة الأدبية والفلسفية والطبية" للعصر الذهبي الإسلامي، إلا أنه تم "قمعها لاحقًا من قبل المجتمع المحافظ". كما تقول غادة عامر:
| « | اهتممت بهذا الكتاب لأنه كتبه مسلم منذ قرون، وهو ممنوع اليوم حسب الشريعة الإسلامية. يوضح هذا الكتاب كيف كان الأدب منفتحًا في ذلك الوقت، وكيف أننا بعد قرون نعيش في وقت أكثر تحفظًا. إنه لأمر محزن أن نرى أن هذا الصوت قد تم إسكاته الآن. لماذا أصبح الحديث والقراءة عن الجنس من المحرمات في المجتمع الإسلامي اليوم؟ لقد اخترت تتبع أجزاء من الموسوعة ثم تطريزها على شبكة من سبعة وخمسين صندوقًا ... على وجه التحديد ، أختار توضيح أجزاء من الموسوعة التي تتحدث عن متعة المرأة ... ' | » |

صنعت غادة عامر في عام 2001 عملاً نحتيًا كبيرًا مستوحى من الموسوعة. استخدمت ترجمة إنجليزية للكتاب لوضع نص من الفصول التي تتناول متعة المرأة وجمالها "في الصفات الجمالية الجديرة بالثناء للمرأة" و "حول مزايا غير العذراء على العذراء" على "57 صندوقًا من القماش، مغطاة بخط روماني مطرز بخيوط ذهبية ومكدسة بترتيبات مختلفة". اختارت الفنانة طمس بعض الكلمات وحتى بعض المقاطع بأكملها. لقد فعلت ذلك عن قصد لأنها تعتقد أن "نص هذه المقاطع ليس مهمًا في حد ذاته ولكنه يعمل فقط كإطار مرئي لتحقيقات أوسع في الحياة الجنسية والروحانية ودور الكلمة داخلهما".
اقتبست غادة عامر في عملها عدة نصوص جنسية صريحة:
| « | تأتي النشوة الجنسية للمرأة من رأسها بينما تأتي للرجل من ظهره. وبالتالي، فإن حقيقة أن لديها سائلًا أقل وأبطأ في القذف يمكن أن تُعزى إلى حقيقة أن المسافة بين الرأس و الفرج أطول من المسافة بين الظهر و القضيب. سُئل بنيان دخت أيهما يجد متعة أكبر في الاتحاد الجنسي: رجل أم امرأة؟ وأجابت: نحن النساء نجد مثل هذه المتعة في الاتحاد الجنسي التي خلقها الله ... | » |

أوضحت غادة عامر باستخدام مثل هذه الاقتباسات أن النساء في المجتمع الإسلامي في العصور الوسطى لم يكنّ "مكبوتات جنسيًا" كما هو الحال في الوقت الحاضر، وأن آراءهن حول الحياة الجنسية مهمة.
قام فريق من الرجال والنساء ببناء تلك المنحوتات في مصر .
في 23 مارس 2007، تم استخدامه كجزء من معرض النسوية العالمية في مركز الفن النسوي في متحف بروكلين في نيويورك.